# Иоганн IV (князь Ангальт-Цербста)
Иоганн IV Ангальт-Цербстский (нем. Johann IV. von Anhalt-Zerbst; 4 сентября 1504, Дессау — 4 февраля 1551, Цербст) — князь Ангальт-Цербста из рода Асканиев.

## Биография
Иоганн — старший сын князя Эрнста Ангальт-Цербстского (1451—1516) и его супруги Маргариты, дочери герцога Генриха I Мюнстербергского. Получил хорошее воспитание и до своего совершеннолетия находился при дворе своего опекуна Иоахима I Бранденбургского.
Хорошо образованного и уравновешенного Иоганна часто приглашали посредником для разрешения споров. По поручению императора Карла V Иоганн выступал посредником в его конфликте с Мартином Лютером, а по поручению короля Дании Кристиана II выполнял функции посредника при бранденбургском дворе.
Поначалу ревностный католик, Иоганн оказался втянутым в конфликт с реформированными родственниками, под влиянием брата Георга III Ангальт-Плёцкауского перешёл в лютеранство и с 1535 года продвигал идеи Реформации в стране. Управляя княжеством вместе с братьями, Иоганн играл решающую роль.
При разделе страны в 1544 году Иоганн получил цербстскую часть и амты и города по другую сторону Эльбы. В том же году Иоганна хватил удар, от которого он не оправился вплоть до своей смерти в 1551 году.

## Потомки
15 февраля 1534 года Иоганн женился в Дессау на Маргарите Бранденбургской, дочери Иоахима I Бранденбургского и вдове герцога Георга I Померанского. Супруга получала от наследника и сына Георга Филиппа I пожизненную ренту в 1200 гульденов в год. Родившуюся в браке с Георгом дочь Георгию Маргарита Бранденбургская в 1543 году была вынуждена передать под опеку Филиппа I, поскольку померанская принцесса должна была воспитываться на родине.
Свадьба на вдове из бранденбургского дома, имевшей более высокий статус, отмечалась с большим размахом. Спустя несколько лет Иоганн заболел, а в 1544 году был разбит ударом. В последующие годы отношения с супругой испортились настолько, что в 1550 году она даже временно находилась под стражей, но бежала. В браке у Иоганна и Маргариты родились:
- Карл (1534—1564), князь Ангальт-Цербстский, женат на Анне Померанской (1531—1592), дочери Барнима IX
- Иоахим Эрнст (1536—1586), князь Ангальтский, женат на графине Агнессе Барби (1540—1569), затем на Элеоноре Вюртембергской (1552—1618)
- Мария (1538—1563), замужем за Альбрехтом X, графом Барби и Мюлингена (1534—1586)
- Бернгард VII (1540—1570), князь Ангальт-Дессау, женат на Кларе Брауншвейг-Люнебургской (1550—1598)
- Маргарита (1541—1547)
- Елизавета (1545—1574), замужем за графом Вольфгангом II Барби (1531—1615)